# 陳瞻
陈瞻（5世纪？—506年），匈奴屠各人，北魏时泾州起事领袖。
宣武帝正始三年（506年） 在泾州（治所在今甘肃省泾川县）率屠各族起事，称王，年号圣明。北魏派太仆卿杨椿镇压，陈瞻据险自守，北魏军夜袭，陈瞻被擊斬。